# Tiếng Wichí
Tiếng Wichí là một ngôn ngữ bản địa của gia đình nói bởi Wichí ở tây bắc Argentina và xa phía đông nam Bolivia, một phần của ngữ tộc Matacoan. Chúng còn được gọi là Mataco, Wichi, Wichí Lhamtés, Weenhayek, Noctenes, Matahuayo, Matako, Weʃwo. Cái tên Mataco rất phổ biến nhưng lại rất đáng ghét.

## Trạng thái
Hiện tại, chính phủ Argentina không có giáo dục về ngôn ngữ bản xứ trong trường học. Bởi vì Wichí phải thông thạo tiếng Tây Ban Nha để tiếp cận với các dịch vụ của chính phủ, và trẻ em chỉ được giáo dục bằng tiếng Tây Ban Nha, trẻ em Wichí chỉ nói tiếng Tây Ban Nha với nhau. Điều này đã làm cho mọi phương ngữ của Wichí dễ bị tuyệt chủng.

## Ngôn ngữ
Chúng bao gồm các ngôn ngữ sau:
- Noktén (aka Noctén, Wichí Lhamtés Nocten), được nói ở Bolivia và Argentina
- Vejoz (hay còn gọi là Vejo, Pilcomayo, Bermejo, Wichí Lhamtés Vejoz), được nói ở Argentina và Bolivia
- Wiznay (aka Güisnay, Wichí Lhamtés Güisnay), được nói ở Argentina.

Viện Thống kê và Tổng điều tra quốc gia Argentina (INDEC) đưa ra con số 36.135 người thuyết trình ở Argentina.
Ở Rosario, thành phố lớn thứ ba của Argentina, có một cộng đồng khoảng 10.000 người Wichí, tất cả đều thông thạo Wichi và một số người bản địa. Có một vài trường tiểu học song ngữ.
Đối với Bolivia, Alvarsson ước tính khoảng 1.700 đến 2.000 người vào năm 1988; một cuộc điều tra dân số báo cáo 1.912, và Diez Astete & Riester (1996) ước tính khoảng 2.300 đến 2.600 Weenhayek trong mười sáu cộng đồng.
Theo Najlis (1968) và Gordon (2005), ba phương ngữ chính có thể được phân biệt trong nhóm Wichí: tây nam hoặc Vejós (Wehwós), đông bắc hoặc Güisnay (Weenhayek) và tây bắc hoặc Nocten (Oktenay). Tovar (1981) và các tác giả khác cho rằng sự tồn tại của chỉ có hai phương ngữ (đông bắc và tây nam), trong khi Braunstein (1992-3) xác định mười một nhóm dân tộc thiểu số.
Ngôn ngữ của Wichí chủ yếu là suffulates và polysynthetic; các từ bằng lời nói có từ 2 đến 15 hình thái. Tồn tại và bất khả xâm phạm sở hữu được phân biệt. Các hàng tồn kho ngữ âm là lớn, với các điểm dừng đơn giản, glottalized và hút thuốc và các chất thơm. Số nguyên âm khác nhau với phương ngữ (năm hoặc sáu).